# PeerBlock
PeerBlock是一个免费开源个人防火墙，它可以阻止来自或去往黑名单主机维护列表的数据包。  PeerBlock 是软件PeerGuardian （目前仅针对 Linux 维护）的 Windows 继承者。 它阻止与黑名单中包含的IP 地址（在 Internet 上可用）以及用户指定的地址的传入和传出连接。  PeerBlock 主要使用 iblocklist.com 提供的黑名单。 

## 发展
PeerBlock 1.0 基于与 PeerGuardian 2 RC1 Test3 Vista 版本相同的代码。 它增加了对 32 位和 64 位 Windows Vista、Windows 7 和 Windows 8 的支持。当 PeerGuardian 项目结束时，其开发商Phoenix Labs鼓励当前的 PeerGuardian 用户迁移到 PeerBlock。 
PeerBlock 由 Mark Bulas 领导的一小群开发人员开发。 托管以及签名的驱动程序由公众捐款资助。未来的捐赠旨在为未来的签名驱动程序做出贡献，托管并可能租用虚拟专用服务器，团队应该能够在该服务器上为 PeerBlock 的未来版本构建“真正的”在线更新功能。

## 功能
PeerBlock 在最新版本的程序中添加了多项功能。例如由主站点管理的不断更新的阻止列表和允许您选择要包含在阻止中的列表的管理器。 该程序允许用户打开和关闭 IP 和 HTTP 跟踪器，并包括一个显示时间、来源、IP 地址、目的地和跟踪器协议的日志。设置列表允许用户自定义他们的程序界面及其操作。 
直到2013年9月，PeerBlock 使用的阻止列表的供应商 I-Blocklist 支持无限制的免费列表更新。自2013年9月起，更新限制为每周一次，付费订阅者除外。 PeerBlock 被硬编码为使用 I-Blocklist 列表，并与 I-Blocklist 签订了收益分享协议。  2015年底，如果不支付订阅费用，将不再提供黑名单。 